# Historia kolei we Włoszech

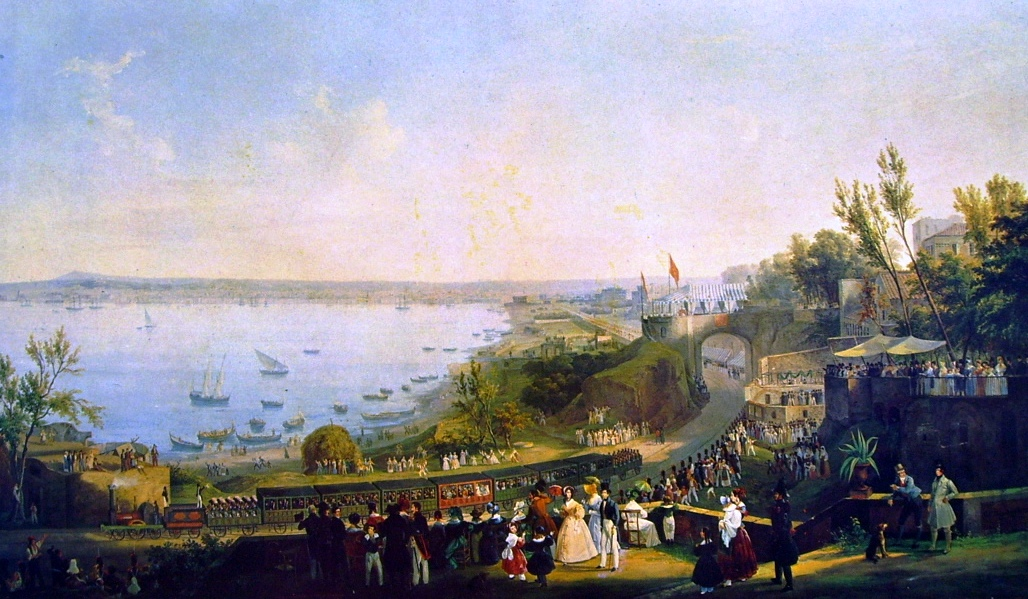
Inauguracja kolei Neapol – Portici, 1839

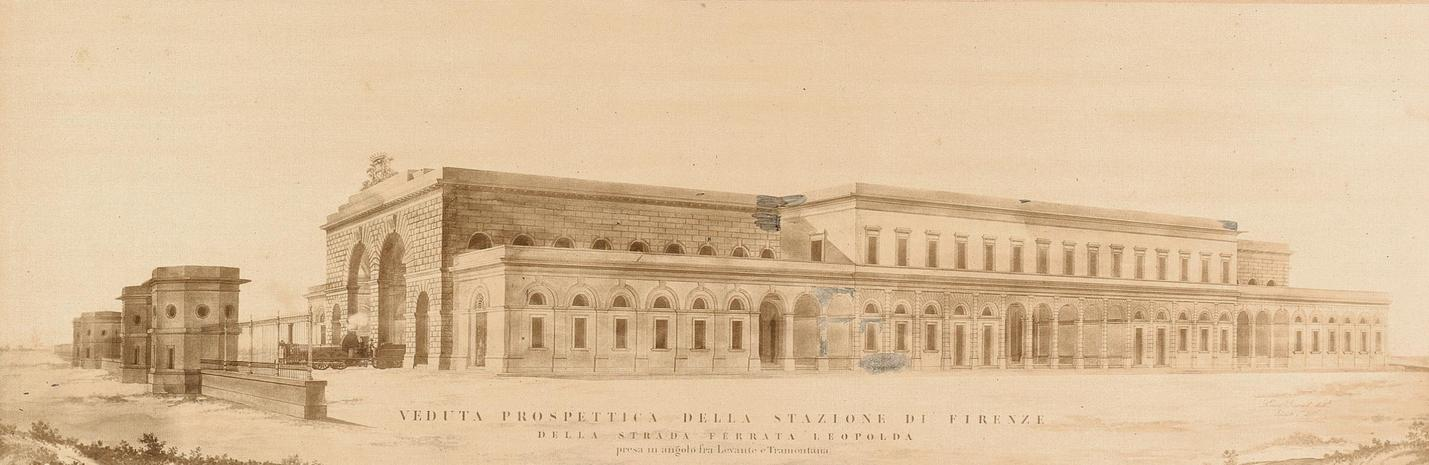
Florencja, stazione Leopolda z 1848

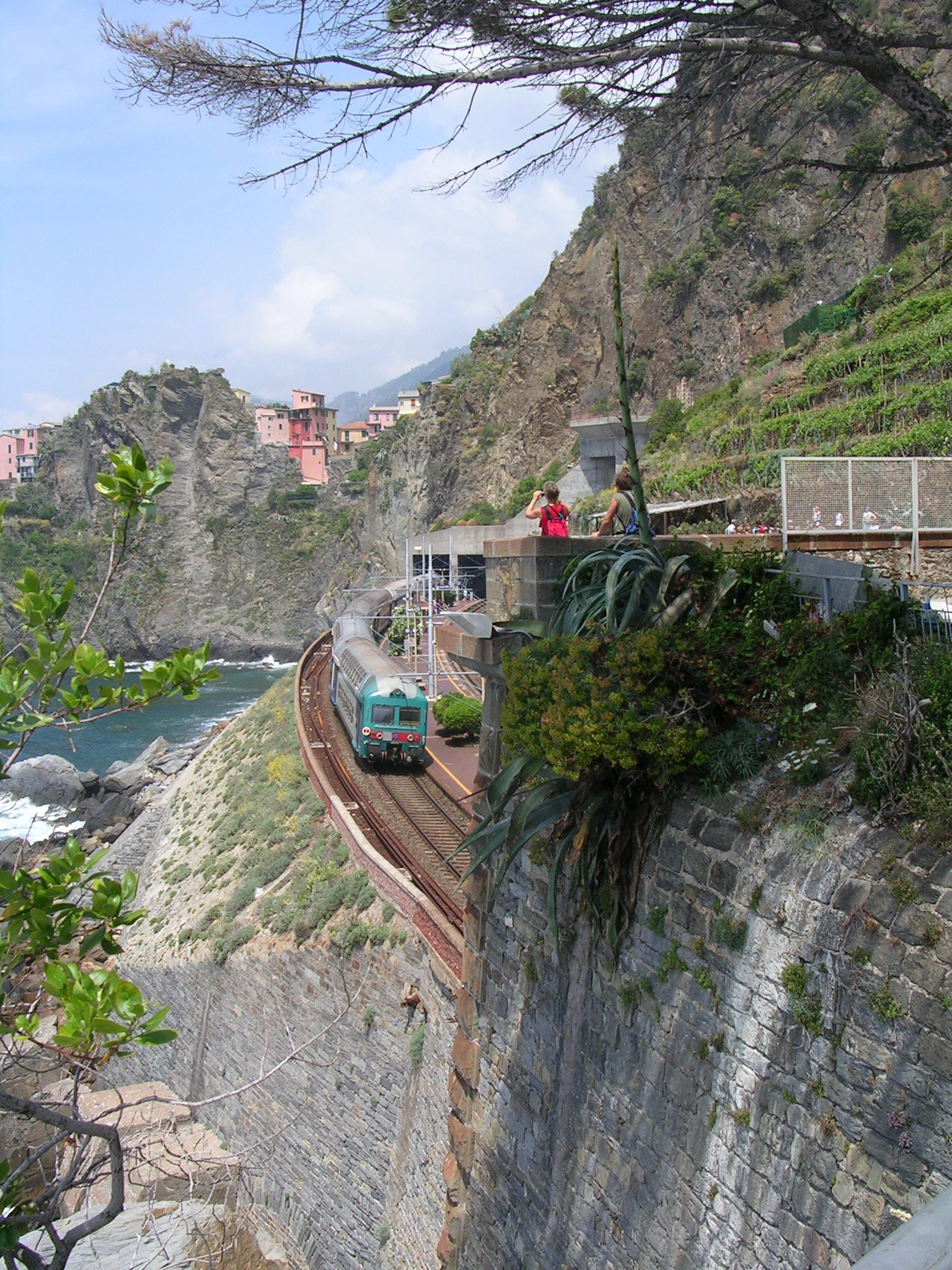
Kolej La Spezia – Genua nad brzegiem Morza Liguryjskiego, region Cinque Terre; zbudowana w latach 60. XIX wieku

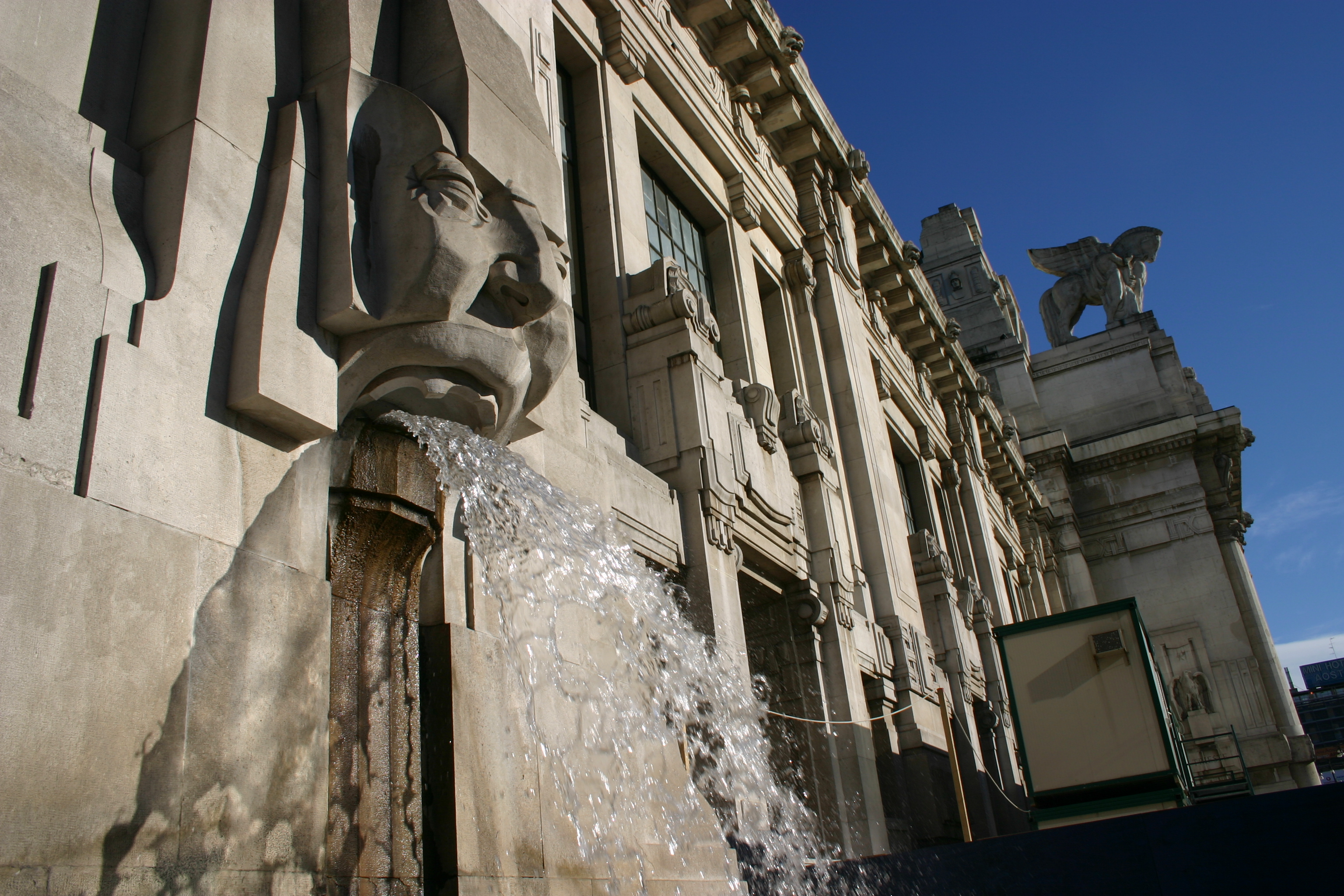
Mediolan, detal budynku dworca Centrale (drugiego)

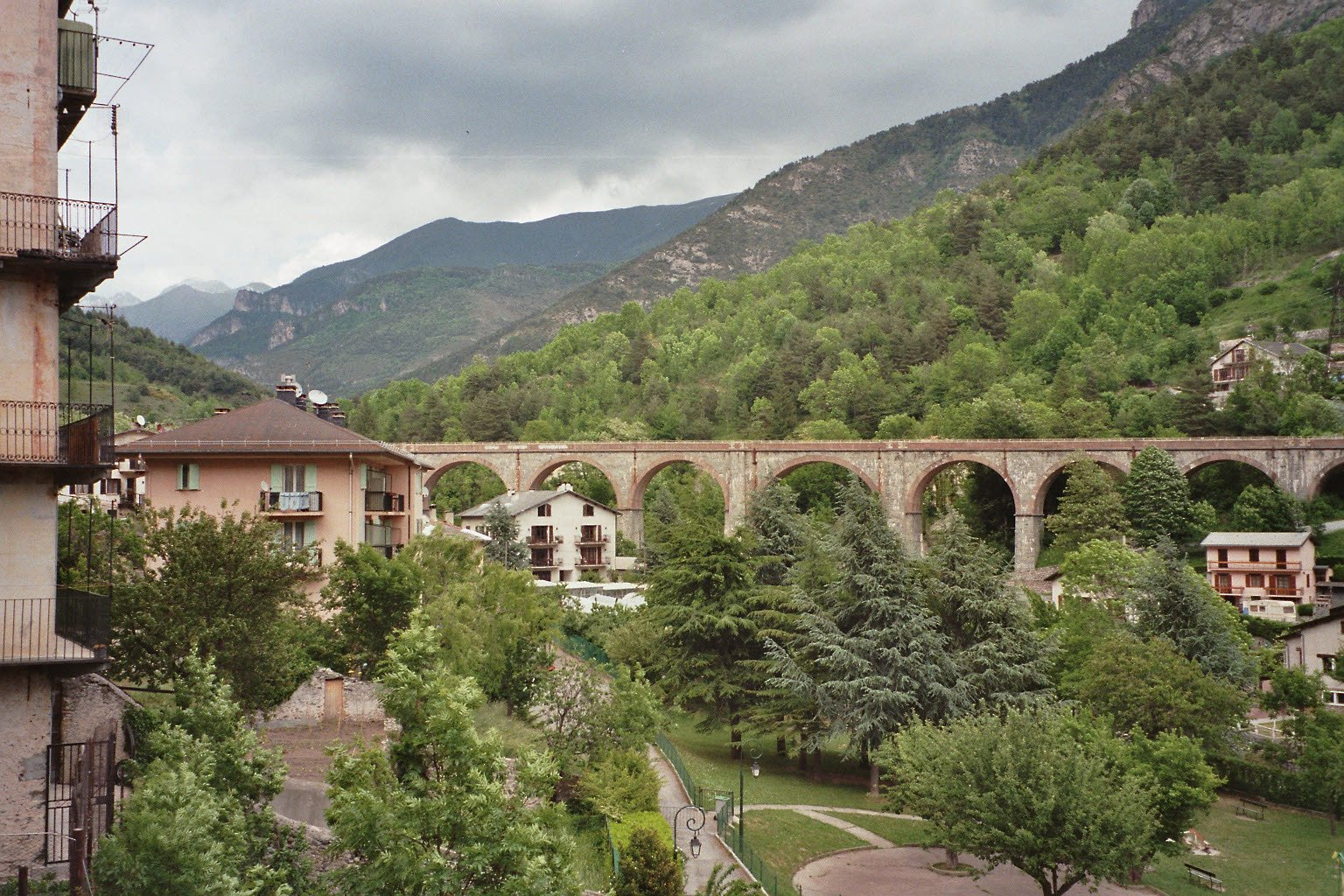
Wiadukt Tenda, obecnie we Francji

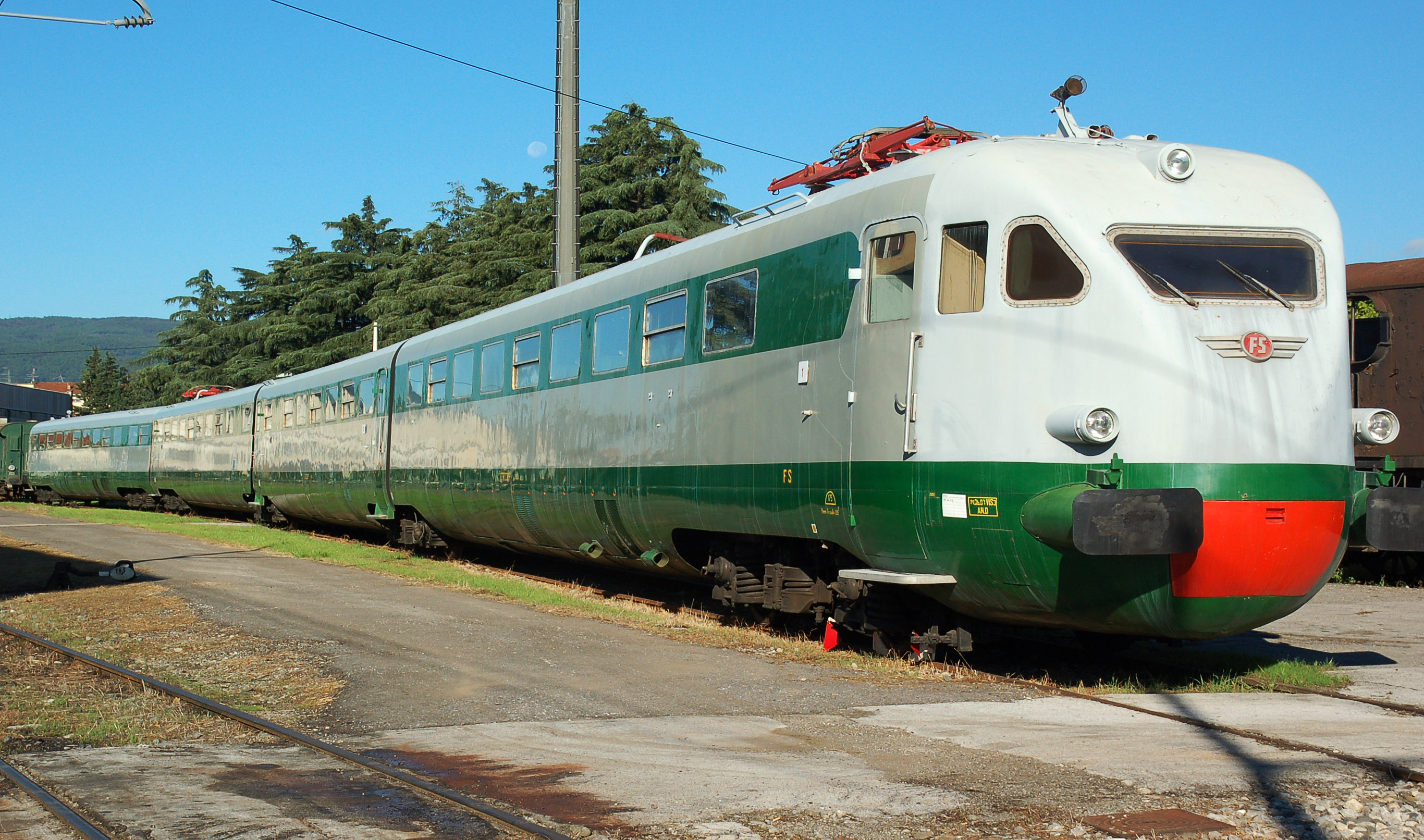
Włoski pociąg elektryczny ETR 200

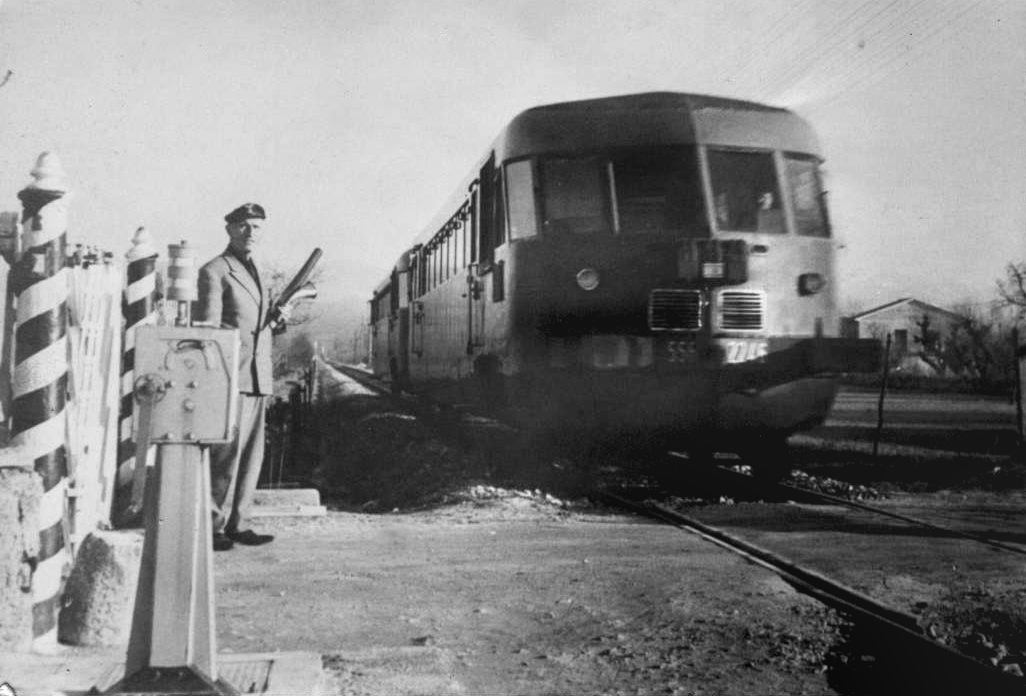
Jednostka spalinowa kolei prywatnej ALN, ok. 1960

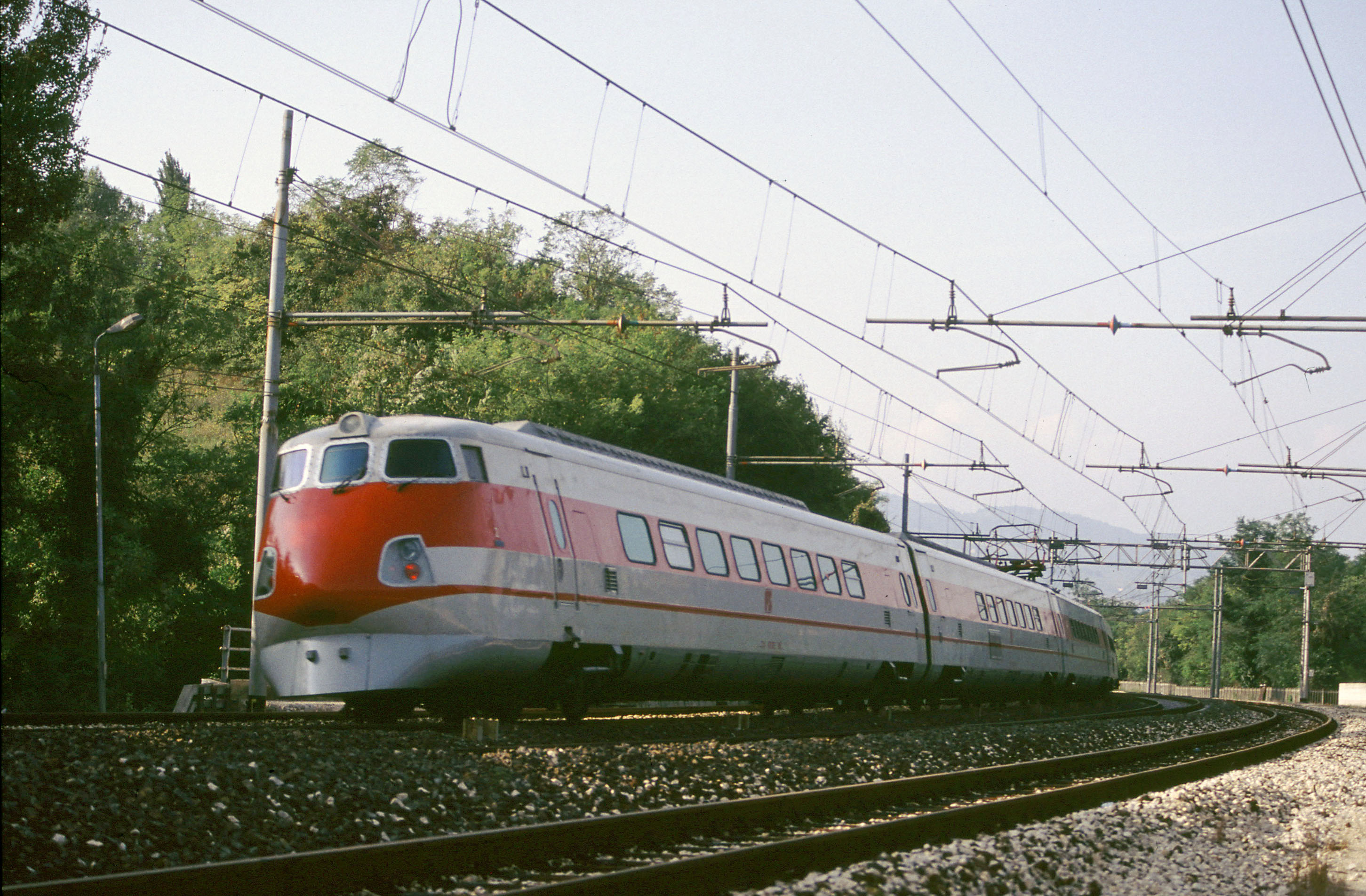
ETR 450 Pendolino – pierwszy na świecie pociąg z wychylnym pudłem w trybie aktywnym

Historia kolei we Włoszech sięga końca lat 30. XIX wieku, kiedy pierwsza kolej parowa została otwarta pomiędzy Neapolem a Portici. Na początku XX wieku rozpoczęto elektryfikację kolei.

## Początki
- 4 października 1839 – otwarcie kolei parowej Neapol – Portici (Królestwo Obojga Sycylii); inż. Armand Bayard de la Vingtrie; parowozy „Bayard” i „Vesuvio”;
- 1840 – powstaje kolej parowa Mediolan – Monza, druga na ziemiach włoskich; proj. inż. Giulio Sarti z Mediolanu, inicjatywa Putzera de Reibegg (Królestwo Lombardzko-Weneckie, austriacki kraj koronny), w 1849 przedłużona do Como;
- 1842–1846 – powstają pierwsze odcinki kolei Mediolan – Wenecja, z mostem przez Lagunę Wenecką; kolej Imperial-Regia Privilegiata Strada Ferrata Ferdinandea Lombardo-Veneta (Król. Lombardzko-Weneckie);
- 1844 – początek budowy kolei Turyn – Alessandria – Genua, ukończonej w 1853 (Królestwo Sardynii); była to pierwsza kolej górska we Włoszech;
- 1848 – kolej parowa Florencja – Livorno (Wielkie Księstwo Toskanii); „Ferrovia Leopolda”;
- 1856 – kolej parowa Rzym – Frascati (Państwo Kościelne); budowa kolei stała się możliwa za pontyfikatu Piusa IX; jego poprzednik, Grzegorz XVI, uważał kolej za „dzieło szatana”;
- 1859 – otwarcie linii Rzym – Civitavecchia (Państwo Kościelne); inżynieria budowy i parowozy francuskie (Cail & Cie.), szyny brytyjskie;
- 1862–1864 – budowa linii średnicowej w Mediolanie z pierwszym dworcem Centrale;

W 1859 sieć kolei włoskich tworzyła pięć osobnych systemów. Największy rozwinięty został w Piemoncie (Król. Sardynii) – trójkąt linii Turyn – Vercellli – Alessandria z odgałęzieniami, m.in. do Cuneo, Susy, Genui. W Królestwie Lombardzko-Weneckim osią była kolej Mediolan – Bergamo – Werona – Wenecja – Codroipo (miała być doprowadzona do Triestu, połączonego koleją z Wiedniem w 1857). W Toskanii dwie linie połączyły Florencję z Pizą, istniały odgałęzienia do Livorno i Sieny. Wokół Neapolu kolej dochodziła do Kapui i Salerno, wokół Rzymu – do Frascati i Civitavecchii. Budowa sieci obejmującej całe Włochy przypadła już na czasy Risorgimento.
- 1863 – otwarcie pierwszej kolei na Sycylii, linii Palermo – Bagheria;
- 1871 – otwarcie pierwszej kolei na Sardynii, linii Cagliari – Decimomannu – Villasor.

## Budowa sieci
- 1851 – porozumienie Państwa Kościelnego, Wielkiego Księstwa Toskanii, Księstwa Modeny, Księstwa Parmy i Cesarstwa Austriackiego w sprawie budowy kolei Mediolan – Bolonia – Florencja – Rzym (Ferrovia dell’Italia Centrale);
- 1859 – otwarcie linii Piacenza – Bolonia (Ferrovia dell’Italia Centrale), most przez Pad pod Piacenzą otwarto w 1865;
- 1863 – otwarcie pierwszej kolei transapenińskiej Bolonia – Pistoia (- Florencja), liczącej 47 tuneli i 35 wiaduktów o długości trasy 99 km i przewyższeniu 500 m; Ferrovia dell’Italia Centrale, obecnie tzw. „Ferrovia Porrettana”;
- 1867 – przedłużenie linii Rzym – Civitavecchia do granicy toskańskiej;
- 1867 – otwarcie „Brennerbahn” (Tyrol), która połączyła sieć włoską z siecią Austrii i Niemiec; k.k. priv. Südbahn – była to pierwsza kolej transalpejska;
- 17 września 1871 – otwarto pierwszy tunel alpejski, tunel Fréjus (inaczej Tunel Mont-Cenis) między Modane (Sabaudia) a Bardonecchią (Piemont), o długości 12,85 km.

W 1880 ukończona była magistrala wschodniego wybrzeża, na linii Mediolan – Bolonia – Rimini – Foggia – Bari – Maglie; funkcjonowała też druga kolej transapenińska Caserta – Benewent – Foggia, łącząca z tą linią sieć Kampanii. Gotowe lub na ukończeniu były magistrale łączące Rzym z Livorno (zachodnie wybrzeże), Florencją i Neapolem (przez Cassino). Połączenie z Cieśniną Mesyńską zrealizowano najpierw przez wybrzeże południowe trasą Bari – Tarent – Crotone – Reggio di Calabria przed 1885. W tym samym czasie istniała już kolej łącząca większe miasta na Sycylii, o przebiegu: Mesyna – Katania – Caltanissetta – Palermo/Agrigento.
- 1880 – Sardynia: ukończenie połączenia Cagliari – Sassari – Porto Torres;
- 1905 – upaństwowienie kolei, utworzenie Ferrovia dello Stato (FS);
- 1928 – ukończenie „Ferrovia di Tenda / CF de Tende” (Turyn -) Cuneo – Brel-sur-Roya – Ventimiglia/Nicea (budowanej od 1883), jednej z najciekawszych kolei górskich Europy.

## Koleje lokalne i miejskie
- 1895–1898 – otwarcie kolei Circumetnea (Sycylia); tor 950 mm.

W północnych Włoszech, a także w Toskanii, Lacjum i w okolicach Neapolu wykształciły się rozległe sieci kolejek (tramwajów) dojazdowych. Niektóre ich linie nie zostały zelektryfikowane aż do likwidacji w połowie XX wiek.

## Pierwsze elektryfikacje kolei sieci krajowej
- 1901–1902 – elektryfikacja linii Mediolan – Gallarate – Varese – Porto Ceresio; trzecia szyna; Società Italiana per le Strade Ferrate del Mediterraneo; w 1951 konwersja na sieć górną;
- 1901–1902 – rozpoczęcie elektryfikacji trójfazowej sieci krajowej północnych Włoch (linie w regionie Valtellina: Lecco – Colico – Chiavenna/Sondrio) w technologii firmy Ganz; elektryfikacja objęła otwarty w 1906 Tunel Simploński (Traforo del Sempione) na granicy szwajcarskiej; od 1945 stopniowa przebudowa na prąd stały 3000 V, ostatnia linia funkcjonowała do 1976.

## Modernizacja w okresie międzywojennym
- 1924 – otwarcie elektrycznej Ferrovia Roma-Lido (do Ostii); prąd =1650 V;
- 1925 – Neapol: otwarcie linii Metropolitana FS, służącej jako średnicowa dla niektórych pociągów dalekobieżnych; elektryfikacja trzecią szyną;
- 1928 – elektryfikacja prądem stałym 3000 V linii Benewent – Foggia; początek dyskusji o sposobie dalszej elektryfikacji sieci krajowej;
- 1930–1934 – otwarcie linii Altamura – Avigliano Lucania i Avigliano Città – Potenza Inferiore (obecnie Ferrovie Appulo Lucane, tor 950 mm); przykład późnej budowy sieci lokalnej kolei prywatnych w południowych Włoszech (Basilicata);
- 1931 – oficjalne otwarcie w Mediolanie dworca Centrale – ostatniego wielkiego dworca czołowego w Europie; ukończenie przebudowy węzła z dworcem przelotowym (pierwszy Milano Centrale) na węzeł z dworcem czołowym;
- 1932 – otwarcie przebudowanej kolei Rzym – Viterbo z tunelem do dworca Roma Nord (P.le Flaminio); wczesna elektryfikacja =3000 V;
- 1934 – otwarcie nowej linii transapenińskiej między Bolonią i Florencją (pierwsza „Direttissima”), która zastąpiła starą „Ferrovia Porrettana”; dwa długie tunele: „Galleria di Appennino” (18,5 km) i „Galleria di Monte Adone” (7,1 km); elektryfikacja =3000 V (początek konwersji systemu trójfazowego na prąd stały); w tym samym mniej więcej czasie powstała linia szybka Rzym – Neapol przez nowe miasto Latina – obie linie to główne inwestycje w krajową sieć kolejową okresu międzywojennego;
- 1935 – otwarcie we Florencji drugiego dworca Santa Maria Novella, który zaczął pełnić rolę czołowego dworca głównego – pierwszego wielkiego dworca modernistycznego we Włoszech; czasy faszystowskie przyniosły falę modernizacji dworców;
- 1939 – pasażerski pociąg elektryczny ETR 200 osiągnął rekord prędkości 203 km/h na trasie z Pontenure do Piacenzy (20 lipca)[2].

## Okres powojenny
- 1950 – otwarcie w Rzymie nowego dworca Termini;
- przełom lat 60. i 70. – przebudowa linii Neapol – Torre Annunziata kolei Circumvesuviana do standardów SKR;
- 1970–1992 – budowa pierwszej linii dużych prędkości w Europie, Direttissimy, między Florencją i Rzymem (250 km/h), otwartej w 1977; elektryfikacja 3000 V;
- 1994 – ostateczna deelektryfikacja linii kolei prywatnej Ferrovia Centrale Umbra (pionierska elektryfikacja jednofazowa ~11 kV z wczesnych lat 20.);
- 1997 – Mediolan: otwarcie pierwszego odcinka podziemnej średnicy kolei aglomeracyjnej Passante FS (także pociągi FNord);
- 2005 – otwarcie pierwszej linii dużych prędkości nowej generacji (300 km/h) między Rzymem i Neapolem; elektryfikacja ~25 kV 50 Hz;
- 2006 – otwarcie odcinka Turyn – Novara linii dużych prędkości Turyn – Mediolan.

## Producenci taboru
- Ansaldo(inne języki) (Genua); od 1844?; od 2001 – AnsaldoBreda;
- Società Italiana Ernesto Breda per Costruzioni Meccaniche (Mediolan); założona w 1886; od 2001 – AnsaldoBreda;
- Fiat Ferroviaria (Turyn); założona w 1917; od lat 90. XX wieku – Alstom;
- Officine Meccaniche della Stanga, Padwa – tramwaje, wagony; założone w 1920, od 1993 w składzie Firema Trasporti.